# محطة تيجو (البناء المعماري)

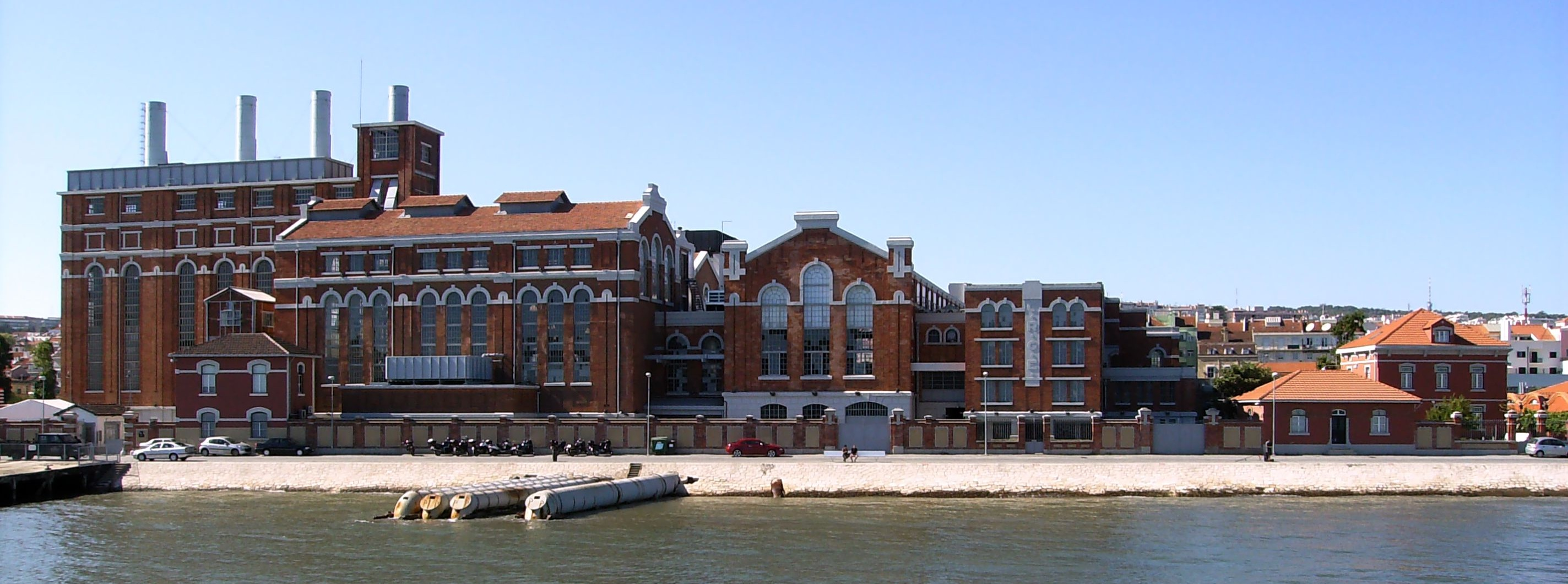

البناء المعماري لمحطة تيجو بالرغم من التعديلات والتوسعات على مدار السنين مازال في حالة جيدة وسليمة. نحن نتحدث عن منشأة صناعية كبيرة في بدايات القرن العشرين التي تم استخدامها للاغراض الاثرية كمتحف . خارجها المتكون من الطوب ذو الشكل الواحد يجسد طابع خاص ومنفرد وأيضا بداخله تجد هيكل واساسات من الحديد والتي تدعم كل المبنى كعمود فقري لمحطة تيجو

## محطة تيجو الأولى
قبل هذه المباني الصناعية الحالية كان هناك وفي نفس المكان مصنع صغير للكهرباء، هو محطة تيجو الاولى وكانت تسمي ب محطة جونكيرا وهو الاسم الذي اعطي لها بسبب قربها من حي له نفس الاسم .لاشئ تبقى من هذا المبنى القديم الذي تم بنائه عام 1909 والذي قام برسمه وتخطيطه المهندس لوسيان نيو و تم تنفيذه من قبل شركة الانشائات Charles Vieillard e Fernand Touzet . وهو مبنى له طابع حديث بديكور محلي وبالاخص في واجهته الشمالية والجنوبية . من الجانب الغربي للمبنى الرئيسي توجد حتى الآن ثلاث مباني صناعية والتي كانت تستوعب الغلايات ومنذ المحطة القديمة والمداخن موجودة واحدة من الطوب والاخرى من الحديد على شكل هرمي مقلوب .
الواجهة الشمالية والجنوبية من المبني الرئيسي حيث توجد المولدات كانت مبنية بنفس طابع البناء الحديدي كمحطة القطارات والأسواق ويغلب عليها الحداثة والتي كانت قد وصلت إلى البرتغال حينها. كانت مقسمة الي ثلاث اجزاء مقسمة باعمدة و اشرطة افقية جاعلة المباني بشكل منفصل .
الاجزاء الجانبية كانت تمثل شكلين : الأسفل يعلوه عتبة و الأعلى مغطي بقوس مقلوب . والجزء المركزي أكبر من الاجزاء الجانبية. ويمكن قراءة على هذا الوجه الجزئي «الشركات المتحدة للغاز والكهرباء \ محطة تبجو الرئيسي1909» والمسجلة المنحوتة بالزليج
المباني الصناعية القديمة التابعة لمصنع تكرير السكر في المركز والتابعة لشركة موزمبيق للسكر تم شرائها في نهاية القرن التاسع عشر عندما بدأت مرحلة تطوير المحطة.
نتحدث عن محطة صغيرة بدون زخرفات كثير ولكن بطابع مميز وخاص . تضم مبنيين طويلين بسقف يشبه الجبل وبرج مركزي يعمل كصومعة واربع مباني في الجانب الغربي مغطاة بسقف بالطوب وقوس مقلوب .

## محطة تيجو الحالية

### مرحلة الضغط المنخفض
في بداية إنشاء مبنى الضغط المنخفض في منتصف عام 1910 كانت هناك توسعات وتعديلات استمرت حتى عام 1930 . هذه الإنشاءات كانت تتسم بالطابع الحديث( مصممة بموجب الفن الحديث في البرتغال) كانت تضم هيكل حديدي مغطى بالطوب والذي استخدم فيما بعد أيضا في مبنى الضغط المرتفع .
الغرفة القديمة للغلايات تتكون من أربعة حظائر صناعية، ثلاثة منها متشابهة و الرابعة الأكبر حجما و مغطاة بسقفين مائيين و اللذن يخلقان ساحة شفاف بالداخل. بالواجه الشرقي يوجد حظيرتان اخريان بنفس الجمال الحديث. مبنى المحطات الفرعية لا تملك سقوف مائية و هو الابعد .
الواجهات منخفضة نسبيا مغطاة بالنوافذ العمودية الكبيرة، داخل حيز من الأقواس المستديرة. عليها نوع من الجملون. تحت كل هذا، قاعدة مسطحة زينت بإطارات الأقواس يدعم ما تبقى من الواجهة.
واجهة غرفة الالات تستحق اهتماما خاصا لانها تمثل شكلا زخرفيا وأكثر اتصالا بالطابع الحديث على المحطة الأولى وفي اغلب المحطات في ذلك الوقت ( ممكن لان غرفة الالات هي قلب الإنتاج الكهربائي في المحطة) في اساساتها نجد بعض الاختلافات مقارنة للواجهات الأخرى. الجدار مغلفة بالحجر المنحوت باستثناء الطبقات السفلى التي تتوجد في حالة خام و على قوس الأبواب يوجد مفتاح.
بما يتعلق طلاء القرميد كانت توجد في الجدار الطوبي ثلاث نوافذ كبيرة بحيز دائري و قوس مقلوب، علما ان المركزي كبيرا شيئا ما. انه اطار مستمر بمفتاح في افق الأقواس التي تعبر كل الواجهة حتى جابني المبنى. في افق الواجهة يقدم اطارا مزينا صنع من القرميد. في اقصي الواجهة نجد اعمدة ولدت من اساسها . هناك أيضا برجين صغيرين في الواجهات.
والواجهات الطويلة كانت تمثل هرما متناسق مقسمة إلى ثلاث ساحات متفرقة باعمدة كبيرة.. في كل واحدة من هذه الساحة يوجد ثلاثة نوافذ عمودية بشكل اطار يعبر كل الخط الجانبي. في فوق كل نافذة كبيرة توجد نافدة مربعة على شكل قالب الذي يصل إلى جانبي المبنى.

### مرحلة الضغط المرتفع
مبنى الضغط المرتفع الطابع المعماري مختلف عن مبنى الضغط المنخفض حيث كان يميل أكثر إلى الجانب الكلاسيكي من حيث الضخامة .وتم استخدام الطوب من الخارج وبالنسبة للداخل فكان هناك تشابه كبير مع غرفة الغلايات ذات الضغط المنخفض، الفاصل بين الغلايات وغرفة الرماد مغطي بشكل متوازي والفارق الوحيد ان في مبنى الضغط المنخفض كان مغطي بخزف والضغط العالي باسمنت ملموسة و قوية.
المبنى تم بنائه في حقبة الاربعينات بطابع كلاسيكي متأثرا بقصور عصر النهضة ينعكس الحقبة و موضوع الاستبدادية المعاشة حينها البرتغال.
هيكل المبنى يعتبر تحفة هندسية و قطعة معمارية فريدة ليس لها مثيل في لشبونة ليس فقط بسبب الطوب ولكن بسبب الغلايان والمداخن وخزان المياه الموجود في سطح المبنى.
وتتميز الواجهة بنموذج قصور عصر النهضة و من حيث الاساسات الضخمة والاعمدة الكبيرة والنوافذ الكبيرة والتي تنتهي بقوس مقلوب وهي العلامة المميزة في الواجهات بشكل عام.
السطح المتعمد الأعلى يقدم 2 ادرع أو قوالب مستقلة. الجزء السفلي يوجد مزينا بالتجويفات العمياء، ملحوظة باطر و الجزء العلوي يقدم نفس التنظيم و لكن بساحات مخططة باطر مناسبة للنوافد.
في الجزء القريب من مبنى الضغض المنخفض يبرز برج صغير و أربعة مداخن للغلايات ذات ضغض مرتفع و كل تقنية استخلاص الدخان و استخدام الهواء.
ان محطة تيجو تتميز عن كل المنشأت من حولها ليس فقط بسبب الضخامة أو الحجم ولكن أيضا بسبب طابعها الزخرفي والذي يجعل من الصعب تصديق ان هذا المكان كان في يوما من الايام محطة لتوليد الكهرباء.

## قالب:روابط خارجية
- Ficha de Património/IGESPAR